# Джон Рагглс
Джон Рагглс (англ. John Ruggles, 8 жовтня 1789, Вестборо — 20 червня 1874, Томастон) — американський політик із штату Мен США. Обіймав кілька важливих посад у законодавчих та судових органах штату, а потім працював у Сенаті США.

## Раннє життя та кар'єра
Рагглс народився у Вестборо, штат Массачусетс. Там він відвідував державну школу, а в 1813 році закінчив Університет Брауна в Провіденсі, штат Род-Айленд. Рагглз вивчав право, і після того, як його прийняли до адвокатури в 1815 році, він почав брати практику в Сковегані, штат Мен. Через два роки Рагглс переїхав до Томастона. Саме у цьому місті у 1823 році Рагглс був обраний до Палати представників штату Мен. Він працював у Палаті до 1831 року, де був спікером (1825—1829 і 1831). Він пішов у відставку з палати представників, щоб замінити Семюеля Е. Сміта (якого було обрано губернатором) на посаді судді Верховного суду штату Мен, де він працював до 1834 року.
Також він отримав перший патент у США. Патент стосувався нових тягових коліс для поїздів, які піднімалися вгору з важкими вантажами.

## Кар'єра в Сенаті США
Законодавчі збори штату обрали Рагглза як Демократа-республіканця (Джексоніанця) до Сенату США, щоб заповнити вакансію, що виникла після відставки Пелега Спрага. Пізніше він був обраний на повний термін, який розпочався з 4 березня 1835 року, і загалом прослужив з 20 січня 1835 року до 3 березня 1841 року, але не зміг домогтися переобрання в 1840 році.
Під час роботи в Конгресі Рагглз був головою Комітету з патентів і патентного відомства (25-й Конгрес), а в 1836 році розробив законопроект про реорганізацію Патентного відомства Сполучених Штатів. Він був відомий своїм інтересом до винаходів і патентів, і завдяки своїм законодавчим досягненням у цій сфері його стали називати «батьком Патентного відомства США». Рагглс також був винахідником і власником U.S. Patent 1, виданого 13 липня 1836 року. Його винахід являв собою тип залізничного колеса, призначеного для зменшення негативного впливу погодних умов на колії. Це був не перший патент від USPTO; попередні патенти були знищені пожежою і згодом отримали назву X-патентів, а нові патенти після цього знову нумерувалися з 1. Рагглс отримав перший патент, виданий за новою системою; Семюел Гопкінс отримав перший X-патент.

## Пенсія і смерть
Вийшовши на пенсію, Рагглз відновив юридичну практику в Томастоні. У цьому місті він зробив ще кілька винаходів і був добре відомий як політичний письменник і оратор. Рагглс був заможною людиною; він з дружиною Маргарет Джордж Рагглс мали дітей і жили в найбільшому будинку на головній вулиці цього міста. Оратор Рагглс помер у 1874 році не доживши до 85 років. Похований на кладовищі Елм-Гроув.